# استان‌های برونئی
کشور برونئی به چهار استان (daerah) تقسیم شده که این استان‌ها نیز ۳۸ شهرستان (mukims) را در خود جای داده‌اند.
چهار استان این کشور عبارتند از:
| # (map) | استان        | مرکز            | مساحت km2 | جمعیت () | تراکم جمعیت |
| ------- | ------------ | --------------- | --------- | -------- | ----------- |
| ۱       | برونئی-موآرا | بندر سری بگاوان |           | ۳۸۰،۰۰۰  |             |
| ۲       | توتونگ       | Pekan Tutong    |           | ۵۶،۰۰۰   |             |
| ۳       | بلائیت       | Kuala Belait    |           | ۱۰۹،۰۰۰  |             |
| ۴       | تمبورونگ     | Pekan Bangar    |           | ۱۰،۰۰۰   |             |